# Siti di arte rupestre a Kondoa
I Siti di arte rupestre a Kondoa sono una serie di grotte della Tanzania scavate sul fianco di una collina affacciata sulla steppa.

## Descrizione
Queste grotte si trovano sulla parete orientale della scarpata Masai che costeggia la Rift Valley, composta da grotte naturali e lastre sporgenti di roccia sedimentaria percorse da fratture, sui cui pannelli verticali si trovano le pitture.
La fila di grotte è lunga 9 chilometri dall'autostrada che collega Kondoa ad Arusha, circa 20 km a nord di Kondoa. Le grotte contengono pitture rupestri, alcune delle quali databili ad oltre 1500 anni fa secondo il Tanzania Antiquities Department. Le opere mostrano persone allungate, animali e scene di caccia. I turisti possono usufruire delle guide contattabili presso l'ufficio dell'Antiquities Department, nel vicino villaggio di Kolo. Le opere sono state create nell'arco di almeno due millenni.
Ci sono oltre 150 grotte per un totale di 2336 km². Dalle opere si può risalire alla storia di chi ha abitato la zona. Si riconosce il passaggio da una civiltà basata sulla caccia ad una agraria-pastorizia, oltre ai cambiamenti di culto.